# Cláudio Cabral
Cláudio José Quintana Cabral (Porto Alegre, 30 de setembro de 1940 — Porto Alegre, 14 de abril de 2012) foi um dirigente, jornalista e comentarista esportivo do Rio Grande do Sul.
Conhecido como "Mestre", apelido carinhoso devido ao seus conhecimentos referentes ao futebol diretivo e tático.

## Biografia
Filho de Cid Pinheiro Cabral (1915–1983), um dos maiores cronistas esportivos do Rio Grande do Sul e sobrinho de Ephraim Pinheiro Cabral, político, ex-presidente e dirigente do Sport Club Internacional. Formou-se em Ciências Políticas e Econômicas. Em 1962, começou sua carreira como repórter esportivo na antiga Rádio Guaíba. Também trabalhou na Agência France Press, Rádio Gaúcha, Rádio Sucesso e atualmente era comentarista e debatedor da Rádio Bandeirantes AM640.
Foi dirigente do Sport Club Internacional por mais de 20 anos. Foi diretor de futebol em 1969, 1970 e 1978. Também integrou o movimento diretivo chamado de "Mandarins", apelido dado pelo cronista e jornalista colorado Luís Fernando Veríssimo ao grupo de dirigentes do Internacional entre eles, Ibsen Pinheiro, Paulo Portanova, Ivo Côrrea Pires, Hugo Amorim, entre outros, que no final da década de 60 implantou uma nova filosofia de futebol, tanto na parte tática como na parte diretiva, modernizando e alinhando o clube para o início da gloriosa década de 70 colorada.
Claúdio Cabral também foi debatedor do programa Sala de Redação na década de 80 e 90, programa do qual seu pai também havia sido integrante. Atualmente integrava a equipe de esportes da Rádio Bandeirantes AM640 de Porto Alegre, onde ingressou em 1995 e era debatedor do programa Apito Final.
Claúdio Cabral era torcedor do Internacional, oriundo de uma família colorada histórica e nunca negou a condição de colorado, mesmo após ingressar na crônica esportiva como comentarista de futebol. Sempre defendeu suas teses com maestria e inteligência, muitas das quais contrárias ao seu clube do coração.
Em um artigo escrito para o livro "Histórias Coloradas – Volume 1", de Aleco Mendes e Flávio Schlottfeldt (páginas 21 e 22), indagado sobre o motivo de sua preferência clubística pelo Internacional respondeu: -"Quando nasci, meu pai me atirou na parede e eu não grudei".
Cláudio Cabral era exímio frasista. Muitas de suas criações perpetuaram-se no folclore do futebol gaúcho. Uma das mais célebres dizia respeito ao campeonato gaúcho. "Olhaqui, ó! Só tem uma coisa pior que ganhar o Gauchão: é perder o Gauchão". Outra de suas histórias dizia respeito a jogadores que se esforçavam menos do que podiam ou que não transformavam suas habilidades em resultados, os chamados José Inácio, em referência à rua Vigário José Inácio, no centro de Porto Alegre. Cabral, em um dado momento da sua trajetória, fazia as famosas seleções José Inácio, composta apenas por jogadores "vigários". Havia os José Inácio nacionais, os de fala castelhana, os do passado e assim por diante. Tornou-se folclórica sua crítica aos jogadores Valderrama e Aguinaga, respectivamente colombiano e equatoriano: Cabral reconhecia suas habilidades mas destacava suas incapacidades de dar velocidade ao jogo, por excesso de centralização, tornando-o quase improdutivo, na sua visão. Outros José Inácios famosos para Cabral eram Zinho, Sérgio Manoel ("olhaqui, ó, se as goleiras fossem nas laterais, Sérgio Manoel era artilheiro") e talvez o maior deles, Valdir Bigode ("olhaqui, ó, este ai chuta com o calcanhar"). Cabral teve implicância com o atacante Alecssandro, do Internacional, porque ele fazia muitos gols em jogos fáceis e poucos gols decisivos.
Cláudio Cabral faleceu na madrugada de 14 de Abril de 2012, após sofrer uma parada cardíaca no Instituto de Cardiologia de Porto Alegre. No mesmo dia, foi respeitado um minuto de silêncio na partida entre Internacional e Cerâmica, válida pelo Campeonato Gaúcho de 2012. O Sport Club Internacional divulgou nota de pesar pelo falecimento de Cláudio Cabral e hasteou a bandeira do clube a meio mastro. O Internacional venceu a partida pelo placar de 3 a 0.